# 62 Большой Медведицы
62 Большой Медведицы (лат. 62 Ursae Majoris), HD 101606 — двойная звезда в созвездии Большой Медведицы на расстоянии приблизительно 134 световых лет (около 41 парсека) от Солнца. Видимая звёздная величина звезды — +5,75m. Возраст звезды оценивается как около 3,3 млрд лет.

## Характеристики
Первый компонент — жёлто-белая звезда спектрального класса F5. Радиус — около 2,12 солнечных, светимость — около 7,33 солнечных. Эффективная температура — около 6362 К.